# Прутівка (Коломийський район)
Пру́тівка — село в Україні, у Снятинській міській громаді Коломийського району Івано-Франківської області.
Відповідно до Розпорядження Кабінету Міністрів України від 12 червня 2020 року № 714-р «Про визначення адміністративних центрів та затвердження територій територіальних громад Івано-Франківської області» увійшло до складу Снятинської міської громади.

## Розташування
Село Прутівка розташоване на південній стороні р. Прут, за 7 км від м. Снятин.

## Назва
7 червня 1946 року указом Президії Верховної Ради УРСР село Карлів Снятинського району перейменовано на село Прутівка і Карлівську сільську раду — на Прутівську. Назва села утворена від річки Прут, біля якої воно розташоване.

## Відомі люди

### Народились
- Іва́н Сандуля́к — український громадський діяч, радикал, посол до галицького сейму 1908—1913, делегат парламенту ЗУНР.
- Кейван Іван Миколайович
- Кейван Василь (*1896 — †1983). В 1912 р. 16-ти літнім юнаком вступив до місцевої «Січі». У місцевого вчителя Антона Онищука навчився гри на духових інструментах, опанував нотну грамоту. Організував січовий духовий оркестр, став його дерегентом. Духовий оркестр Карлівської «Січі» виступав на січовому святі 1912 р. у Снятині, на крайовому з'їзді «Січей», «Соколів», «Січових стрільців» у Львові 28 червня 1914 р. в 100-річчя народження Т.Шевченка. Під час Першої світової війни був мобілізований до австрійської армії. У 1918 р. добровільно вступив до УГА. В 1921 р. відновив «Січ» у с. Карлові, яку було заборонено в 1923 р. польською владою.[3]

### Жили
- У 1920-ті рр. в селі жив і працював Самійленко Володимир Іванович — український поет і перекладач.
- В 1946 — 1949 рр. в селі вчителював член ОУН і краєзнавець Ярослав Пащак[4]